# Pettyes tangara
A pettyes tangara (Ixothraupis punctata)  a madarak osztályának verébalakúak (Passeriformes) rendjébe és a tangarafélék (Thraupidae) családjába tartozó  faj.

## Rendszerezése
A fajt Carl von Linné svéd természettudós írta le 1766-ban, a Tanagra nembe Tanagra punctata néven. Egyes szervezetek a Tangara nembe sorolják Tangara punctata néven.

## Alfajai
- Ixothraupis punctata annectens Zimmer, 1943
- Ixothraupis punctata perenensis Chapman, 1925
- Ixothraupis punctata punctata (Linnaeus, 1766)
- Ixothraupis punctata punctulata (P. L. Sclater & Salvin, 1876)
- Ixothraupis punctata zamorae Chapman, 1925

## Előfordulása
Dél-Amerikában, Bolívia, Brazília, Ecuador, Francia Guyana, Guyana, Peru, Suriname és Venezuela területén honos.
Természetes élőhelyei a szubtrópusi és trópusi síkvidéki és hegyi esőerdők. Állandó, nem vonuló faj.

## Megjelenése
Testhossza 12 centiméter, testtömege 13–17 gramm.
|  |

## Életmódja
A fák lombkoronájában keresgéli rovarokból álló táplálékát.

## Szaporodása
Fészekalja 2-4 tojásból áll, melyen 13-15 napig kotlik. A fiókák kirepülése még 13-15 napot vesz igénybe.

## Természetvédelmi helyzete
Az elterjedési területe rendkívül nagy, egyedszáma viszont csökken, de még nem éri el a kritikus szintet. A Természetvédelmi Világszövetség Vörös listáján nem fenyegetett fajként szerepel.